# Louis Saha
Louis Laurent Saha (París, 8 de agosto de 1978) es un exfutbolista francés, de origen guadalupeño. Jugaba de delantero y su último equipo fue la Lazio de la Serie A de Italia.

## Trayectoria
Ex becario de la Academia de fútbol de Clairefontaine, comenzó su carrera en Metz antes de jugar cedido en el Newcastle United. Antes del inicio de la temporada 2000-01, Saha se trasladó a Fulham, donde se estableció como delantero de primera elección, ayudando a ganar el ascenso a la Premier League en su primera temporada en el equipo. Sus actuaciones llamaron la atención del Manchester United, que finalmente consiguió su fichaje por alrededor de £ 12.400.000 a mediados de la temporada 2003-04.
Fue afectado por diversas lesiones en su estancia en Old Trafford, sin embargo disfrutó del éxito al ganar la Premier League en dos ocasiones y la Liga de Campeones de la UEFA en la temporada 2007-08. También anotó seis veces en el camino a la victoria en la Carling Cup 2005-06, incluyendo un gol en la final.
Después de cuatro años y medio en el Manchester, Everton lo llevó a Goodison Park. Con su nuevo equipo, disputó la final de la FA Cup 2008-09, donde anotó un gol a los 25 segundos de iniciado el encuentro, estableciendo el récord del gol más rápido marcado en una final de esta competición.
El 16 de agosto de 2012 Saha se unió al Sunderland.
Saha anunció su retiro del fútbol profesional el 8 de agosto de 2013.

## Clubes
| Club              | País       | Año       |
| ----------------- | ---------- | --------- |
| Metz              | Francia    | 1996-1998 |
| Newcastle United  | Inglaterra | 1999      |
| Metz              | Francia    | 1999-2000 |
| Fulham            | Inglaterra | 2000-2004 |
| Manchester United | Inglaterra | 2004-2008 |
| Everton           | Inglaterra | 2008-2011 |
| Tottenham Hotspur | Inglaterra | 2012      |
| Sunderland        | Inglaterra | 2012      |
| Lazio             | Italia     | 2013      |

#### Estadísticas
| Club                    | Temporada    | Liga | Liga  | Copa | Copa  | Copa de la Liga | Copa de la Liga | Europa | Europa | Other | Other | Total | Total |
| Club                    | Temporada    | Apps | Goals | Apps | Goals | Apps            | Goals           | Apps   | Goals  | Apps  | Goals | Apps  | Goals |
| ----------------------- | ------------ | ---- | ----- | ---- | ----- | --------------- | --------------- | ------ | ------ | ----- | ----- | ----- | ----- |
| Metz                    | 1997–98      | 21   | 1     | 2    | 0     | 0               | 0               | 3      | 0      | –     | –     | 26    | 1     |
| Metz                    | 1998–99      | 3    | 0     | 0    | 0     | 0               | 0               | 3      | 0      | –     | –     | 6     | 0     |
| Metz                    | 1999–2000    | 23   | 4     | 3    | 0     | 1               | 0               | 8      | 8      | –     | –     | 35    | 12    |
| Metz                    | Total        | 47   | 5     | 5    | 0     | 1               | 0               | 14     | 8      | –     | –     | 67    | 13    |
| Newcastle United (loan) | 1998–99      | 11   | 1     | 1    | 1     | 0               | 0               | 0      | 0      | –     | –     | 12    | 2     |
| Newcastle United (loan) | Total        | 11   | 1     | 1    | 1     | 0               | 0               | 0      | 0      | –     | –     | 12    | 2     |
| Fulham                  | 2000–01      | 43   | 27    | 1    | 0     | 4               | 5               | 0      | 0      | –     | –     | 48    | 32    |
| Fulham                  | 2001–02      | 36   | 8     | 6    | 0     | 2               | 1               | 0      | 0      | –     | –     | 44    | 9     |
| Fulham                  | 2002–03      | 17   | 5     | 3    | 1     | 0               | 0               | 8      | 1      | –     | –     | 28    | 7     |
| Fulham                  | 2003–04      | 21   | 13    | 1    | 2     | 0               | 0               | 0      | 0      | –     | –     | 22    | 15    |
| Fulham                  | Total        | 117  | 53    | 11   | 3     | 6               | 6               | 8      | 1      | –     | –     | 142   | 63    |
| Manchester United       | 2003–04      | 12   | 7     | 0    | 0     | 0               | 0               | 2      | 0      | 0     | 0     | 14    | 7     |
| Manchester United       | 2004–05      | 14   | 1     | 2    | 0     | 4               | 1               | 2      | 0      | –     | –     | 22    | 2     |
| Manchester United       | 2005–06      | 19   | 7     | 4    | 2     | 5               | 6               | 2      | 0      | –     | –     | 30    | 15    |
| Manchester United       | 2006–07      | 24   | 8     | 2    | 1     | 0               | 0               | 8      | 4      | –     | –     | 34    | 13    |
| Manchester United       | 2007–08      | 17   | 5     | 2    | 0     | 0               | 0               | 5      | 0      | 0     | 0     | 24    | 5     |
| Manchester United       | Total        | 86   | 28    | 10   | 3     | 9               | 7               | 19     | 4      | 0     | 0     | 124   | 42    |
| Everton                 | 2008–09      | 24   | 6     | 3    | 2     | 1               | 0               | 1      | 0      | –     | –     | 29    | 8     |
| Everton                 | 2009–10      | 33   | 13    | 1    | 0     | 1               | 0               | 5      | 2      | –     | –     | 40    | 15    |
| Everton                 | 2010–11      | 22   | 7     | 3    | 2     | 1               | 1               | 0      | 0      | –     | –     | 26    | 10    |
| Everton                 | 2011–12      | 18   | 1     | 0    | 0     | 2               | 1               | 0      | 0      | –     | –     | 20    | 2     |
| Everton                 | Total        | 97   | 27    | 7    | 4     | 5               | 2               | 6      | 2      | –     | –     | 115   | 35    |
| Tottenham Hotspur       | 2011–12      | 10   | 3     | 2    | 1     | 0               | 0               | 0      | 0      | –     | –     | 12    | 4     |
| Tottenham Hotspur       | Total        | 10   | 3     | 2    | 1     | 0               | 0               | 0      | 0      | –     | –     | 12    | 4     |
| Sunderland              | 2012–13      | 11   | 0     | 0    | 0     | 3               | 0               | –      | –      | –     | –     | 14    | 0     |
| Sunderland              | Total        | 11   | 0     | 0    | 0     | 3               | 0               | –      | –      | –     | –     | 14    | 0     |
| Lazio                   | 2012–13      | 6    | 0     | 0    | 0     | –               | –               | 0      | 0      | –     | –     | 6     | 0     |
| Career total            | Career total | 385  | 117   | 36   | 12    | 24              | 15              | 47     | 15     | 0     | 0     | 492   | 159   |

## Selección nacional
Debutó con la selección francesa el 18 de febrero de 2004 en una victoria de 2-0 sobre Bélgica. Representó a Francia en la Eurocopa 2004 y también en la Copa Mundial de fútbol de 2006, donde su equipo llegó a la final frente a Italia. No pudo tomar parte de dicho encuentro por estar inhabilitado después de recibir una tarjeta amarilla ante Portugal en la semifinal.

### Participaciones en Copas del Mundo
| Mundial                        | Sede     | Resultado  |
| ------------------------------ | -------- | ---------- |
| Copa Mundial de Fútbol de 2006 | Alemania | Subcampeón |

### Participaciones en Eurocopas
| Eurocopa      | Sede     | Resultado        |
| ------------- | -------- | ---------------- |
| Eurocopa 2004 | Portugal | Cuartos de final |

## Palmarés

### Campeonatos nacionales
| Título             | Club              | País       | Año  |
| ------------------ | ----------------- | ---------- | ---- |
| F. L. Championship | Fulham            | Inglaterra | 2001 |
| League Cup         | Manchester United | Inglaterra | 2006 |
| Premier League     | Manchester United | Inglaterra | 2007 |
| Premier League     | Manchester United | Inglaterra | 2008 |

### Copas internacionales
| Título                | Club              | País  | Año  |
| --------------------- | ----------------- | ----- | ---- |
| UEFA Champions League | Manchester United | Rusia | 2008 |

### Distinciones individuales
| Distinción                                                    | Año     |
| ------------------------------------------------------------- | ------- |
| Máximo goleador de la Football League Championship (27 goles) | 2000-01 |

### Récords
- Jugador con el gol más rápido en una Final de la FA Cup, a los 25 segundos de juego entre Everton y Chelsea en 2008-09.